# 锡维达德
锡维达德是葡萄牙布拉加区的一个堂区。总面积0.28平方公里，总人口1884人，人口密度6728.6人/平方公里。